# Cadre de Caspary
Pour les articles homonymes, voir Caspary.

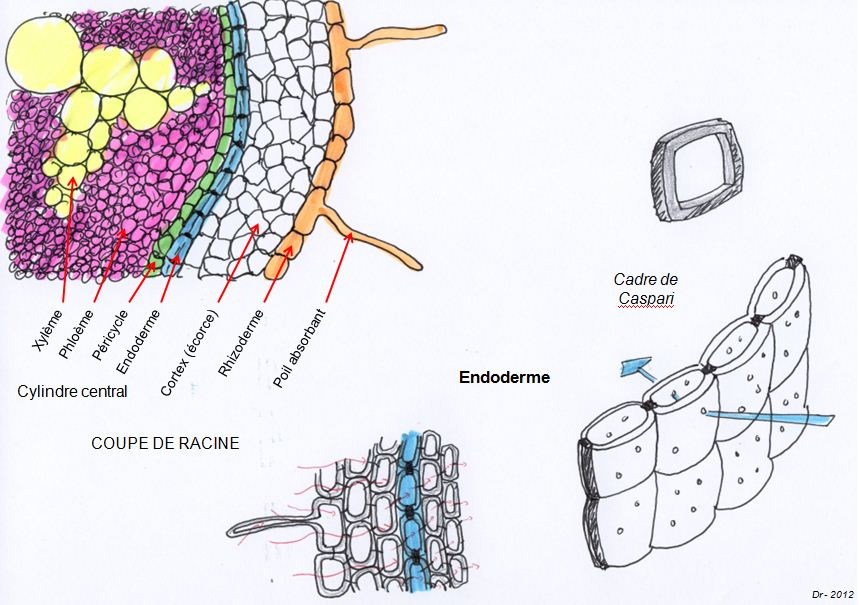
Barrières de Caspary

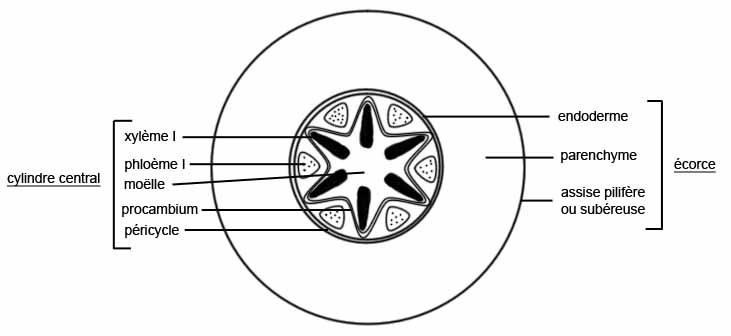
Schéma d'une racine primaire.

Les barrières de Caspary, aussi appelées cadres de Caspary, qui tirent leur nom du botaniste Robert Caspary, sont des structures présentes dans les plantes, notamment dans les racines primaires au niveau de l'endoderme. Ces structures participent au transit de l'eau à l'intérieur des racines. Les cadres de Caspary ne contiennent pas de subérine mais ils sont faits de lignine. Il faut faire attention car certaines espèces ont une formation de l'endoderme en fer à cheval, ces structures sont des lamelles de subérine. L'eau se trouve alors obligée de passer de cellule en cellule, par voie symplastique (ou symplasmique).
En revanche cette barrière n'est pas complètement imperméable dans certaines zones de la racine, et le transport par voie apoplasmique reste possible au niveau des jeunes zones (comme les primordiums racinaires).